# Caudospora
Caudospora — рід грибів родини Sydowiellaceae. Назва вперше опублікована 1889 року.

## Класифікація
До роду Caudospora відносять 8 видів:
- Caudospora alaskensis
- Caudospora brevidauda
- Caudospora nasiae
- Caudospora palustris
- Caudospora pennsylvanica
- Caudospora polymorpha
- Caudospora simulii
- Caudospora taleola